# Крим Пафф
Крим Пафф (англ. Creme Puff; 3 августа 1967, Остин, Техас, США — 6 августа 2005, там же) — кошка, прожившая 38 лет и 3 дня, является старейшей в мире, чей возраст был подтверждён Книгой рекордов Гиннесса, как самая долгоживущая кошка из всех когда-либо зарегистрированных по данным на 2010 год.
Утверждалось, что самой долгоживущей в мире являлась кошка по имени Люси, жившая в городке Лланелли в Южном Уэльсе. В 2010 году она умерла в возрасте 43 лет, однако этот рекорд не был подтверждён и зафиксирован в Книге рекордов Гиннесса.

## Джейк Перри и его кошки
Крим Пафф жила со своим хозяином, Джейком Перри в городе Остин, Техас, США. Перри также владел котом по кличке Гранпа Рекс Аллен, породы сфинкс. Считается, что Гранпа родился в Париже 1 февраля 1964 года и умер 1 апреля 1998 года, в возрасте 34 лет и 59 дней. Кот был посмертно награждён в 1999 году журналом Cats and Kittens званием «Кот года». Гранпа был зарегистрирован в Книге рекордов Гиннесса как самый долгоживущий кот, пока его рекорд не побила Крим Пафф. По мнению многих специалистов, секрет долгожительства кошек Перри заключался в их особой диете, в которую среди прочего входили бекон, яйца, спаржа и брокколи.

## Крим Пафф в литературе
Романистка Барбара Бреди написала роман «Однажды по наитию», одним из персонажей которого является Крим Пафф.

## Примечание
1. 1 2  Guinness World Records 2010. — Bantam; Reprint edition, 2010. — С. 320. — ISBN 978-0553593372.. — The oldest cat ever was Creme Puff, who was born on August 3, 1967 and lived until August 6, 2005—38 years and 3 days in total
2. ↑  Jessica Warren (23 октября 2009). Caterack Dies — World's Oldest Cat Was 30! (A report from MSNBC News notes that the oldest cat ever recorded was a 38-year-old feline named Creme Puff, according to a rep from Guinness World Records). The National Ledger. Архивировано 9 сентября 2012. Дата обращения: 17 июля 2010.
3. ↑  Старейшей в мире кошке исполнилось 39 лет. Дата обращения: 8 июля 2022. Архивировано 20 ноября 2021 года.
4. ↑  Granpa Rexs Allen — Cats / Kittens 1999 Cat of the Year, Cats / Kittens Magazine, Архивировано 26 февраля 2010, Дата обращения: 28 июня 2010 Источник. Дата обращения: 8 июля 2011. Архивировано 26 февраля 2010 года.
5. ↑  Old cat fat with asparagus on 32nd birthday. CNN. 6 февраля 1997. Архивировано 4 июня 2011. Дата обращения: 8 июля 2011.
6. ↑  Incredible kitty going for record (According to the Guinness Book of World Records, Granpa was the longest-living cat. He lived to be 34 years and two months). The Sun. 25 августа 2009. Архивировано 1 февраля 2011. Дата обращения: 8 июля 2011.
7. ↑  Tammy L. Bicket, Dawn M. Brandon. Hugs for Cat Lovers. — Howard Books[англ.], 2008. — С. 88. — ISBN 978-1416557050.
8. ↑  Barbara Brady. Once Upon a Hunch: Success Begins When One Follows a Hunch Based on Love (англ.). — iUniverse, Inc.[англ.], 2006. — P. 97. — ISBN 978-0595410378.